# William Lewis (chemicus)

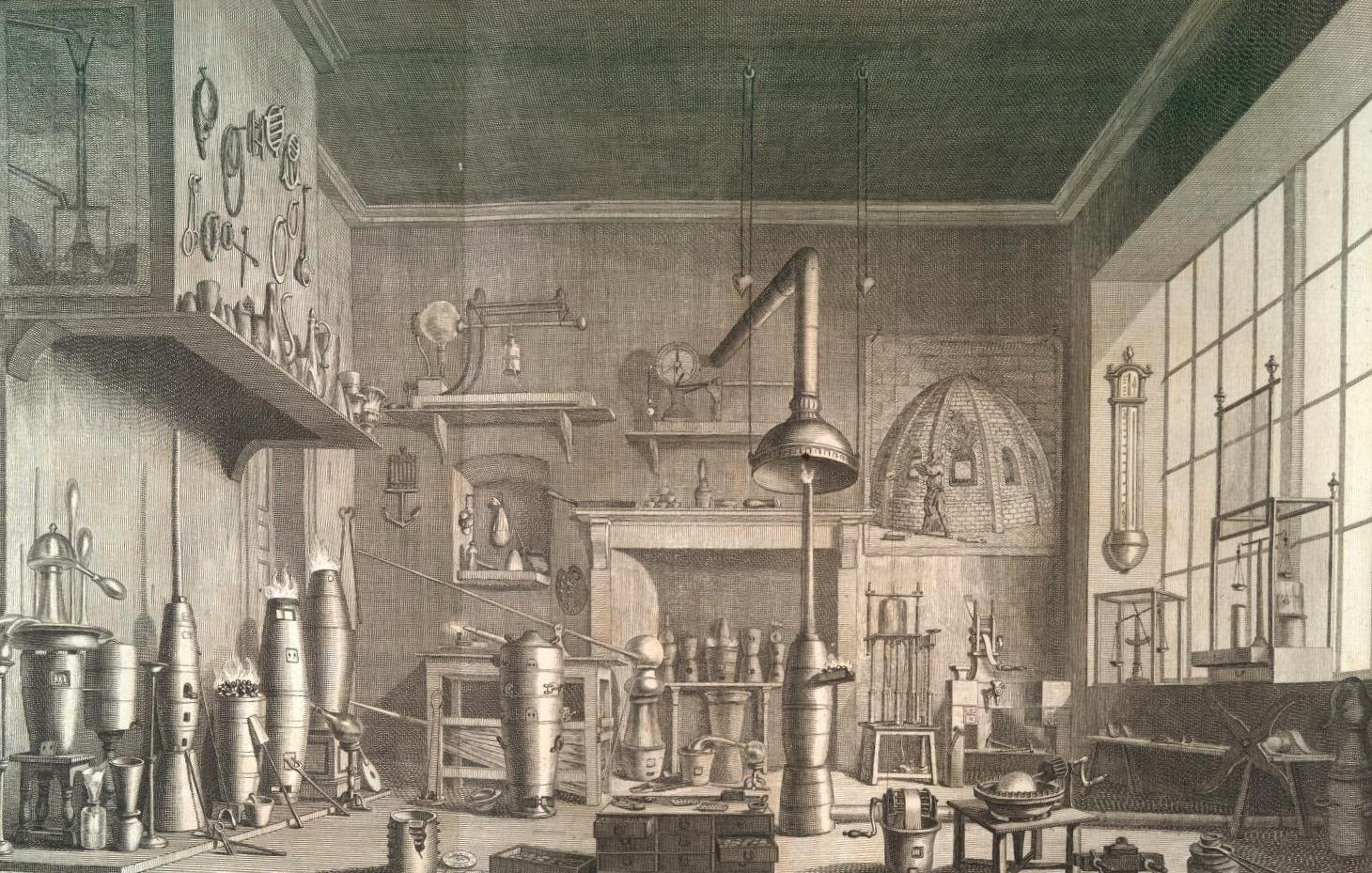
Laboratorium van William Lewis

William Lewis (ca. 1708 - 21 januari 1781) was een Brits chemicus en apotheker. Hij is bekend vanwege zijn werk op de gebieden farmacie en medicijnen. Met zijn onderzoek naar de eigenschappen van platina legde hij de basis voor de definitie van edelmetaal.

## Biografie
Lewis werd in 1708 in het Londense stadsdeel Richmond upon Thames geboren als zoon van een brouwer. Hij volgde universitaire studies aan het Christ Church college in Oxford van 1730 tot 1745. Daarna vestigde hij zich als arts in centraal Londen, maar verhuisde al snel naar Kingston upon Thames. In 1745 werd hij toegelaten tot de Royal Society, de Britse academie van wetenschappen en deze verleende hem in 1754 de Copley Medal voor zijn werk aan de eigenschappen van platina. Naast zijn onderzoeken bleef Lewis zijn hele leven praktiserend arts en hij overleed in Kingston in 1781.